# Der geschenkte Tag
Der geschenkte Tag ist eine von Sven Kroll moderierte Fernsehsendung im WDR, die seit dem 25. Mai 2015 ausgestrahlt wird.

## Konzept der Sendung
Der Moderator erfüllt Herzenswünschen, die mit Geld nicht zu kaufen sind. Die Lockvögel werden im Vorfeld vorgestellt und erklären dem Zuschauer, weshalb ihr vorgeschlagener Kandidat überrascht werden soll. Dafür fährt Sven Kroll durch Nordrhein-Westfalen und überrascht Menschen an ihrem Arbeitsplatz oder in alltäglichen Situationen. Schnell wird erklärt, dass ab jetzt der Tag einen anderen Verlauf nehmen werde und bereits organisiert sei. Die Fahrt zum eigentlichen Drehort findet im „WDR-Wunschmobil“ statt. Während dieser Fahrt erfährt der Zuschauer Hintergründe über die Kandidaten. Größtenteils verbringen die Kandidaten die Fahrt mit einer Maske, um den Weg nicht nachvollziehen zu können.
In den Sendungen werden vorwiegend Wünsche erfüllt, die man nicht kaufen kann. So wurde beispielsweise ein Kandidat zum Sänger beim Musical Phantom der Oper in Oberhausen. Eine ehemalige Auszubildende bekam für einen Tag den kompletten Freizeitpark Movie Park Germany für sich alleine. Wiederum eine andere Kandidatin bekam eine Rolle in der WDR-Serie Lindenstraße.
Die Sendung besteht in der Regel aus vier bis sechs Überraschungsbeiträgen. Der geschenkte Tag läuft jedes Jahr am 25. Dezember im Hauptprogramm des WDR Fernsehens und in der Primetime als Feiertagsprogramm.

## Geschichte
Die Sendung ist ein Spin-off. Am 20. Juni 2012 wurde die erste Einzelfolge in der WDR-Sendung Lokalzeit aus Dortmund ausgestrahlt. Dort wurden die Kandidaten jeweils am Anfang und als Cliffhanger die Auflösung am Ende der Sendung gezeigt. Ursprünglich drehte Moderator Sven Kroll als Stilmittel mit einer weiteren Kamera das Geschehen. Für die landesweiten Sendungen wurde dies 2016 geändert. Kroll hat das Format entwickelt, das auch als Beginn seiner WDR-Karriere gesehen werden kann. Aufgrund der guten Quotenentwicklung wurde die Sendung 2017 von 30 Minuten auf 45 Minuten verlängert. Seit 2023 wird die Sendung als Show mit Live-Publikum komplett in den Kölner WDR-Studios produziert.